# Fressbremse

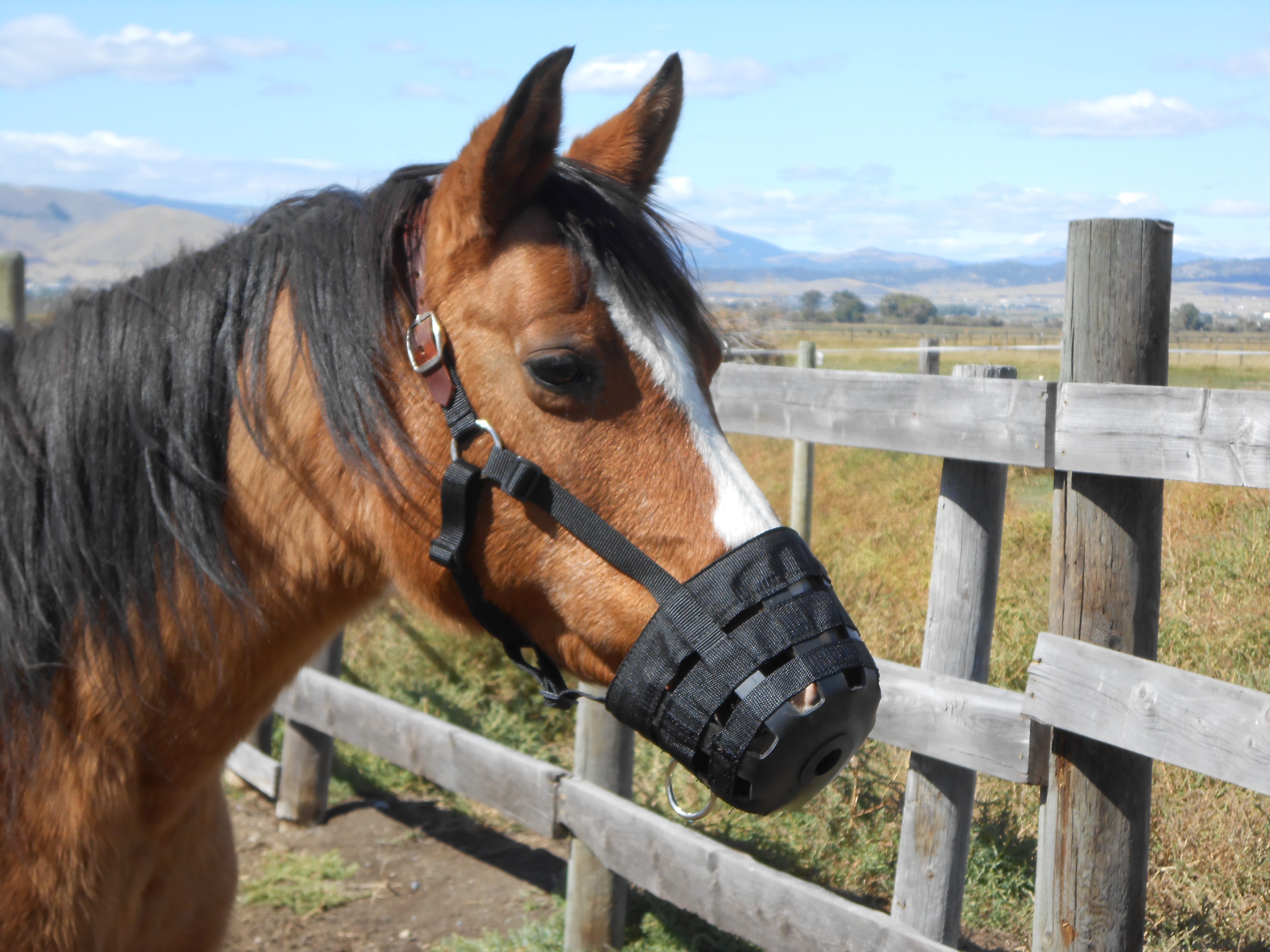
Pferd mit Fressbremse

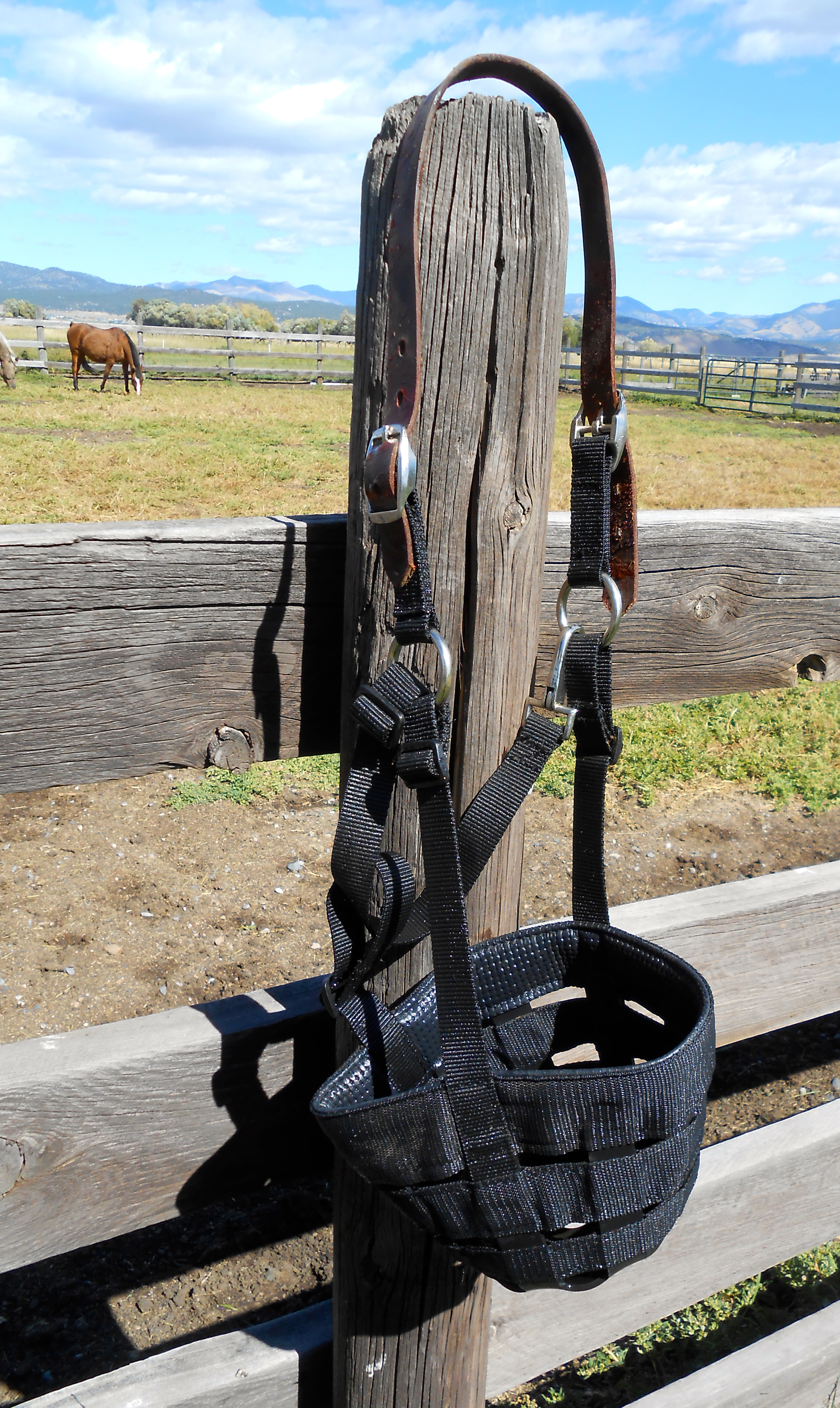
Fressbremse aus einem Nylongeflecht

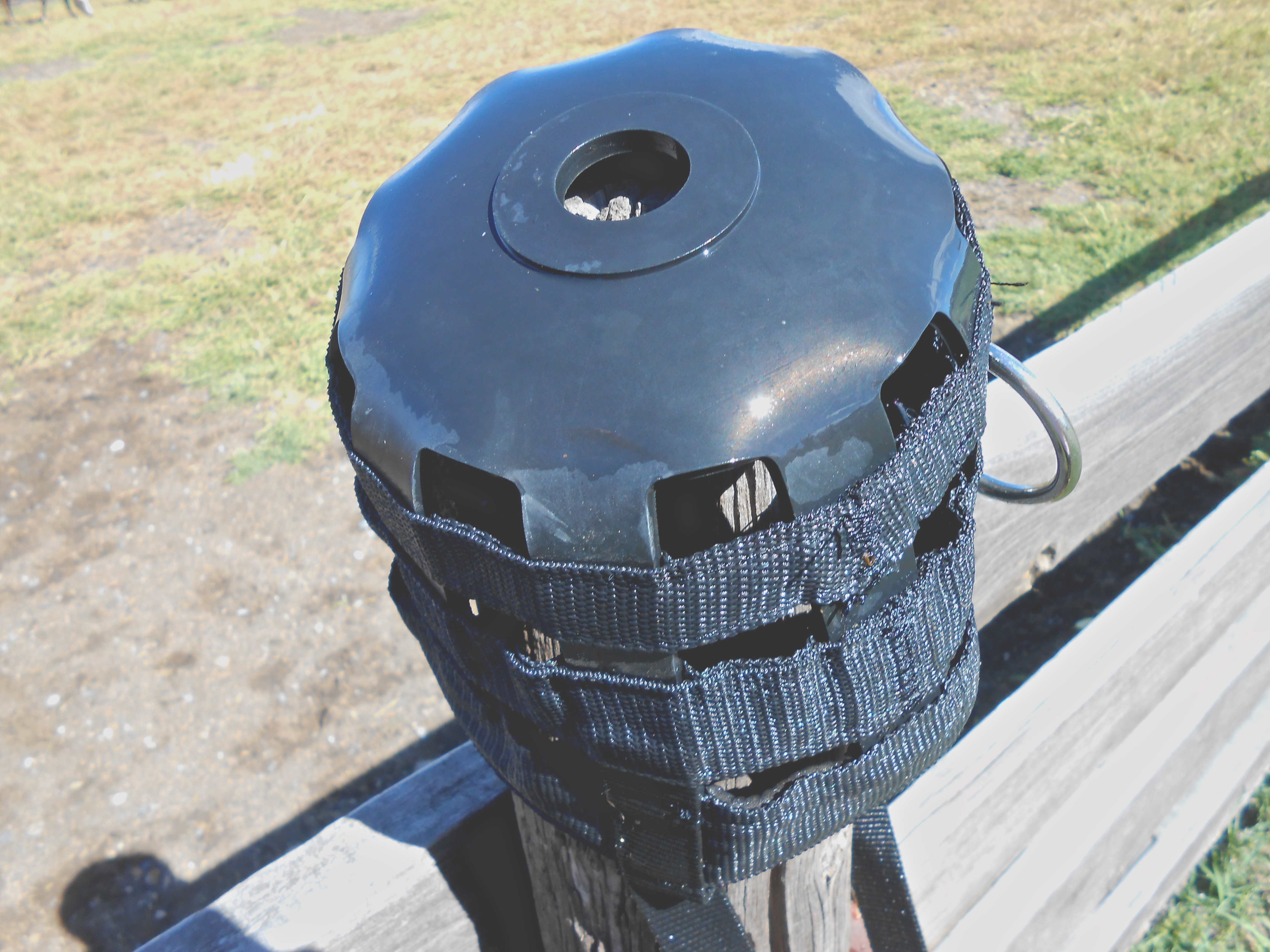
Fressbremse, bestehend aus einer mit Löchern versehenen Platte aus Kunststoff

Als Fressbremse wird in der Pferdehaltung eine Vorrichtung für Pferde verstanden, die das Fressen erschwert und dadurch die Menge der aufgenommenen Nahrung verringert. Sie wird zur Gewichtsreduktion sowie zur Vorbeugung gegen Erkrankungen, die durch die übermäßige Aufnahme von Weidegras entstehen können, wie beispielsweise Kolik oder Hufrehe, eingesetzt.

## Beschreibung und Einsatzgebiete
Die Fressbremse ähnelt optisch einem Maulkorb für Pferde. Im Unterschied zu diesem ermöglicht sie dem Pferd aber noch die Aufnahme von Nahrung, allerdings nur in einem reduzierten Umfang. Die Bezeichnungen werden aber oft synonym verwendet.
Die Fressbremse wird mit einer Halfter- oder trensenähnlichen Konstruktion aus Riemen am Kopf des Pferdes befestigt, die ein Geflecht aus Nylonriemen oder ein Plastikstück mit Löchern so vor Nase und Maul des Pferdes in Position hält, dass beim Grasen nur noch einzelne Halme aufgenommen werden können. Eine individuelle Anpassung an die Größe des Pferdekopfes ist notwendig, um Scheuerstellen zu vermeiden und um für Nase und Maul einen genügend großen Raum zur Futteraufnahme und Belüftung zu gewährleisten.
Studien haben gezeigt, dass durch den Einsatz geeigneter Fressbremsen die Futteraufnahme auf der Weide um 30 % bis ca. 80 % reduziert wird. Die hohe Spannbreite in der Effektivität wird auf unterschiedliche Grashöhen bei den verschiedenen Studienansätzen zurückgeführt, da höheres Gras von Pferden mit der Fressbremse besser aufgenommen werden kann als kurzes.
Eingesetzt werden Fressbremsen bei übergewichtigen Tieren zur Gewichtsreduktion oder um eine weitere Gewichtszunahme zu vermeiden. Zudem können (laut Herstellerangaben) die durch eine übermäßige Aufnahme von jungem, sehr proteinhaltigem Weidegras begünstigten Krankheiten Kolik und Hufrehe durch eine Fressbremse verhindert werden.
Nicht geeignet sind Fressbremsen zur Sicherstellung der Futterkarenz vor geplanten Operationen, da die Tiere weiterhin in der Lage sind, kleine Mengen an Futter aufzunehmen. Für diesen Zweck müssen stattdessen Maulkörbe eingesetzt werden.

## Nachteile und Alternativen
Mögliche Nachteile bei der Anwendung von Fressbremsen stellen Scheuerstellen an der Haut und eine erhöhte Abnutzung der Vorderzähne dar. Sichergestellt werden muss auf jeden Fall, dass die Tiere trotz angelegter Fressbremse noch in der Lage sind, ausreichend Wasser aufzunehmen. Je nach Konstruktion der Fressbremse ist dies bei den in der Pferdehaltung verbreiteten Selbsttränken nicht immer gewährleistet, so dass gegebenenfalls auf eine Tränkung aus Eimern oder Becken umgestellt werden muss. Da Tiere sich mit der Konstruktion an Sträuchern oder Zäunen verfangen können, ist eine regelmäßige Kontrolle der Tiere auf der Weide notwendig.
Kritisch zu bewerten sind die Auswirkungen der Fressbremsen auf das Sozialverhalten der Pferde. Da deren Kommunikation untereinander zu einem großen Teil auf der Mimik der Kopfpartie, insbesondere auch der Maul- und Nüsternpartie beruht, wird diese durch angelegte Fressbremsen stark eingeschränkt. Die für die anderen Tiere sichtbare Mimik wird auf das Ohrenspiel beschränkt und ist damit für diese nicht mehr interpretierbar. Neben der sozialen Fellpflege verhindert die Fressbremse auch das Beißen als Drohverhalten, wodurch es zu Rangordnungsveränderungen innerhalb einer Pferdegruppe kommen kann.
Die Erschwerung der Futteraufnahme kann bei einigen Tieren zur Frustration bis hin zur Resignation führen. Zudem akzeptieren nicht alle Tiere das Tragen der Vorrichtung und reagieren auch nach einer Eingewöhnungszeit noch mit Kopfschütteln, Scharren, Schnauben und Wälzen. Der Einsatz von Fressbremsen sollte deshalb nur nach einer längeren Gewöhnungsphase, nur stundenweise und nur wenn eine ständige Kontrolle möglich ist, erfolgen.
Alternativen zur Anwendung der Fressbremse sind ein sachgerechtes Fütterungs- und Weidemanagement. So kann die Menge der Futteraufnahme auch durch die stundenweise Beschränkung des Weideganges, durch die Auswahl von Weideflächen mit geringem Aufwuchs sowie durch  Boxenhaltung reduziert werden. Des Weiteren gibt es spezielles Futter mit reduziertem physiologischem Brennwert. Die Boxenhaltung kann zudem mit einer zeitweisen Haltung in Ausläufen auf nicht fressbarem Untergrund (Späne, Sand) ergänzt werden, während rationierte Gaben von Heu angeraten werden, um den von Pferden benötigten hohen Rohfasergehalt in der Futterration zu decken.